# 10. nordgrönländischer Landesratswahlkreis
Der 10. nordgrönländische Landesratswahlkreis war von 1911 bis 1951 ein Landesratswahlkreis in Nordgrönland. Der Wahlkreis umfasste die Gemeinden Ukkusissat und Illorsuit im Kolonialdistrikt Ũmánaĸ.

## Vertreter
Folgende Personen vertraten den Wahlkreis:
| Wahlperiode | Landesrat                                | Stellvertreter                | Anmerkung |
| ----------- | ---------------------------------------- | ----------------------------- | --- |
| 1911–1916   | Isak Zeeb (nicht 1911, 1912, 1916)       | —                             | Wahl von Thomas Løvstrøm 1911 ungültig; keine Nachwahl stattgefunden; Wahlkreis 1912 und 1916 ohne Vertreter |
| 1917–1922   | Thomas Løvstrøm (nicht 1918, 1919, 1920) | Tobias Willumsen (1918, 1919) | Wahlkreis 1920 ohne Vertreter                                                                                |
| 1923–1926   | Jonas Jonathansen (nicht 1925)           | Johan Lange                   | Wahlkreis 1925 ohne Vertreter                                                                                |
| 1927–1932   | Samuel Møller (nicht 1927)               | Thomas Larsen (1927)          | Wahl von Thomas Larsen 1927 ungültig                                                                         |
| 1933–1938   | Samuel Møller                            | Johan Zeeb                    | Stellvertreterwahl 1933 ungültig                                                                             |
| 1939–1944   | Samuel Møller                            | Mathæus Tobiassen             | |
| 1945–1950   | Kristian Johansen                        | Johan Zeeb                    | |